# بینچارووا
بینچارووا (به لهستانی:  Binczarowa) یک روستا در لهستان است که در گمینا گربوو واقع شده‌است. بینچارووا ۵۹۷ متر بالاتر از سطح دریا واقع شده‌است.